# Eisenerzvorkommen von Falémé

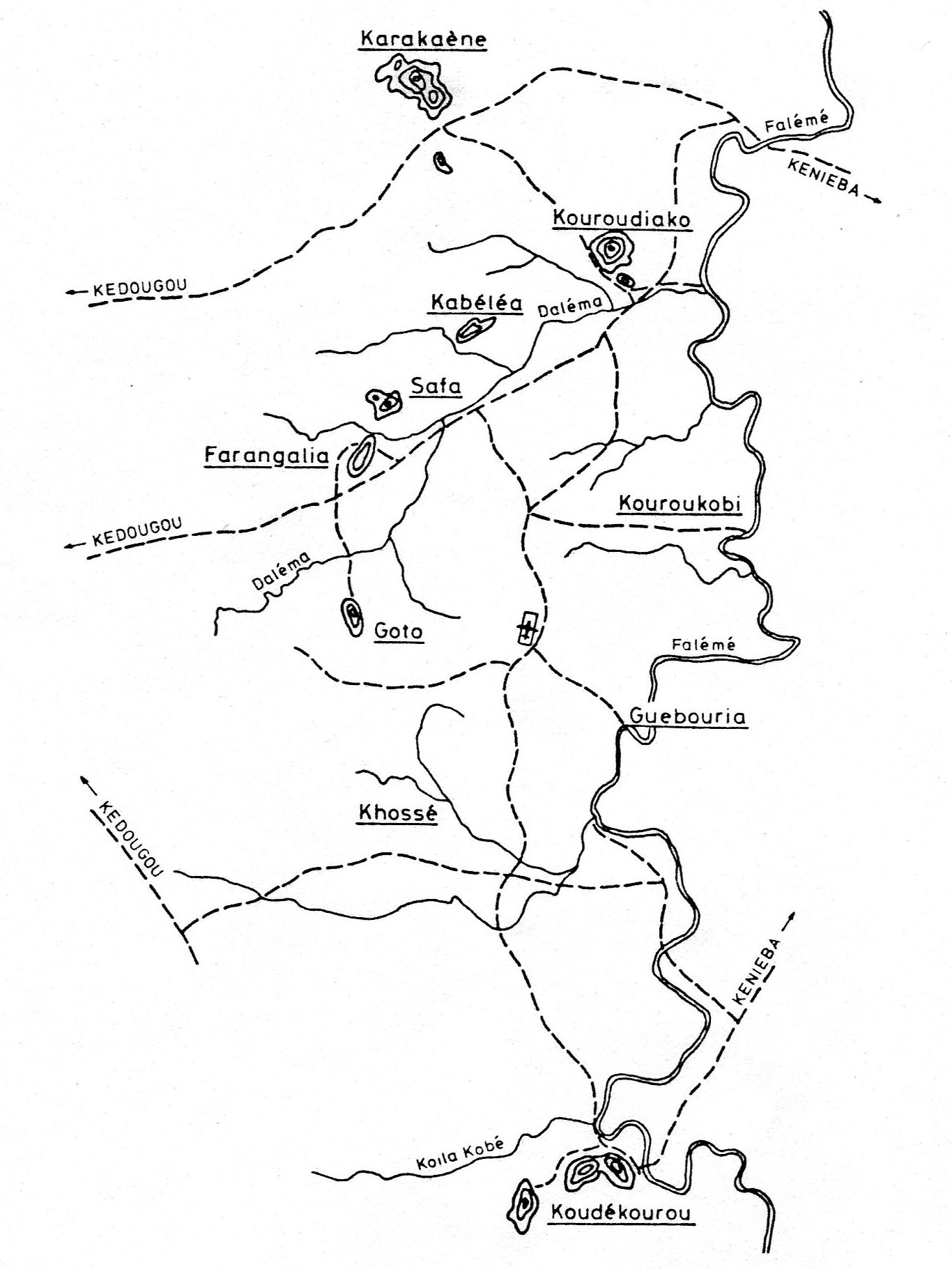
Eisenerzlagerstätten im Falémé-Gebiet

Die Eisenerzvorkommen von Falémé liegen in der Region Kédougou im Südosten der Republik Senegal, nahe dem Dreiländereck Senegal-Mali-Guinea und sind nach dem Grenzfluss Falémé benannt, in dessen Einzugsgebiet sie nachgewiesen worden sind. 

## Geologie und Mineralogie
Die Eisenerzlagerstätten von Falémé bestehen aus perlschnurartig aneinandergereihten, linsenförmigen Erzkörpern in kristallinen Schiefern sedimentärer und/oder vulkanogener Entstehung. Die gleichbleibende stratigraphische Position der Erzkörper und des Nebengesteins, eines im Hangenden liegenden Marmorzuges, der als Leithorizont in fast allen Vorkommen nachgewiesen werden konnte, lassen eine primär sedimentäre Entstehung des Eisenerzes vermuten. Form und Ausdehnung der Erzkörper sowie die mineralogisch-petrographische Zusammensetzung des Erzes und seines Nebengesteins lassen jedoch auf kontaktmetasomatische Bildung (Typ Marcona), möglicherweise im Gefolge von granitischen Intrusiva, schließen. Die primären Erze weisen eine relativ grobkörnige Magnetitverwachsung von 0,01 bis über 2 mm, mit einem Mittel von 0,25 mm auf, wodurch sich Aufschluss und Anreicherung günstig gestalten. Sie zeigen andererseits relativ hohe Schwefelgehalte in Form von Pyrit oder Pyrrhotin, die nach der Entstehung des Eisenerzes gebildet wurden. Die Verteilung Pyrit-Pyrrhotin ist zum Teil teufenabhängig, wobei zum Ausbiss hin im Wesentlichen Pyrit, nach der Teufe zunehmend Pyrrhotin vorherrschen. Darüber hinaus konnten Gesetzmäßigkeiten der Verteilung der Schwefelgehalte innerhalb der Erzkörper und das Vorherrschen von Pyrit oder Pyrrhotin in Abhängigkeit von der petrographischen Zusammensetzung des Nebengesteins festgestellt werden. Die Bildung der schwefelfreien sekundären Oxidationserze hängt im Wesentlichen von der Lage der Erzkörper und ihrer morphologischen Position ab. So sind beispielsweise die zwar gefalteten, aber flach zur Tagesoberfläche liegenden Erzkörper von Koudekourou fast vollständig bis zur Basis oxidiert (martitisiert). Die steilstehenden und morphologisch hochliegenden Erzkörper von Kouroudiako und Karakaene weisen vergleichsweise geringere Mengen an Oxidationserzen auf, während in den steilstehenden tiefgelegenen Erzkörpern von Farangalia und Goto ein niedrigerer Martitisierungsgrad und dementsprechend eine geringere Anreicherung der Fe-Gehalte beobachtet werden können.

## Geschichte
Die Vorkommen wurden erstmals im Jahre 1933 von Skawych erwähnt. 20 Jahre später beschäftigte sich Soule de Lafont im Rahmen der Untersuchungen der Granite von Saraya in 3 Prospektionskampagnen mit den Eisenerzen von Falémé (1955 bis 1958). 600 m Stollen und 700 m Bohrungen führten zur Schätzung von 60 Mio. t anstehenden Oxiderzes mit etwa 60 % Fe sowie von 40 Mio. t Rollerzen und Canga mit 53 bis 55 % Fe. Die geringen Vorratsmengen ließen damals eine Lagerstättenexploration nicht vertretbar erscheinen.
Zwischen 1962 und 1972 wurde hauptsächlich durch das Bureau de recherches géologiques et minières (BRGM) eine Reihe neuer Untersuchungen im Gebiet von Falémé abgewickelt. Sie waren primär auf Sulfiderze ausgerichtet und umfassten hauptsächlich Luft- und Bodengeophysik, Kernbohrungen und geologische Interpretationen der Gebiete von Kouroudiako, Karakaene und Koudekourou. Die Arbeitsgemeinschaft BRGM-Krupp hat sich 1974 mit ersten Überlegungen, Aufbereitungsversuchen und Planungsentwürfen für ein 10-Mio.-t-Pellet-Projekt beschäftigt. Für eine phasenweise Exploration der Eisenerzvorkommen konstituierte sich im Februar 1975 die Société des Mines de Fer du Senegal Oriental (MIFERSO) mit der Republik Senegal, den Firmen Kanematsu Gosho, SEREM und Krupp als Partner. Die Explorationsarbeiten wurden 1975 aufgenommen und 1980 abgeschlossen.
Im senegalesischen Teil des Falémé findet kein Bergbau statt; ein 2007 vereinbartes Erschließungsprojekt scheiterte.

## Exploration

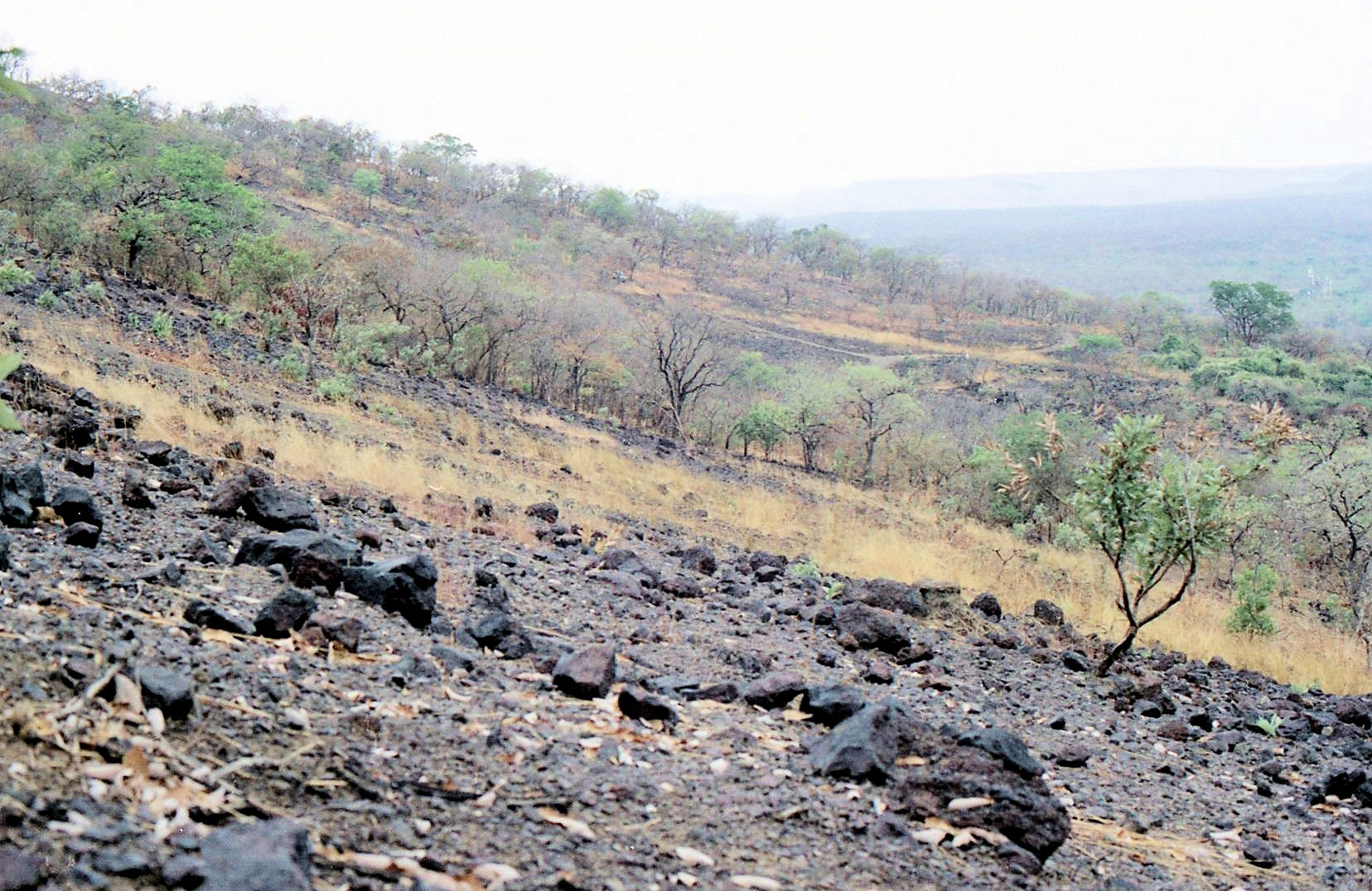
Koudekourou-Mitte, Rollerz im Nordhang

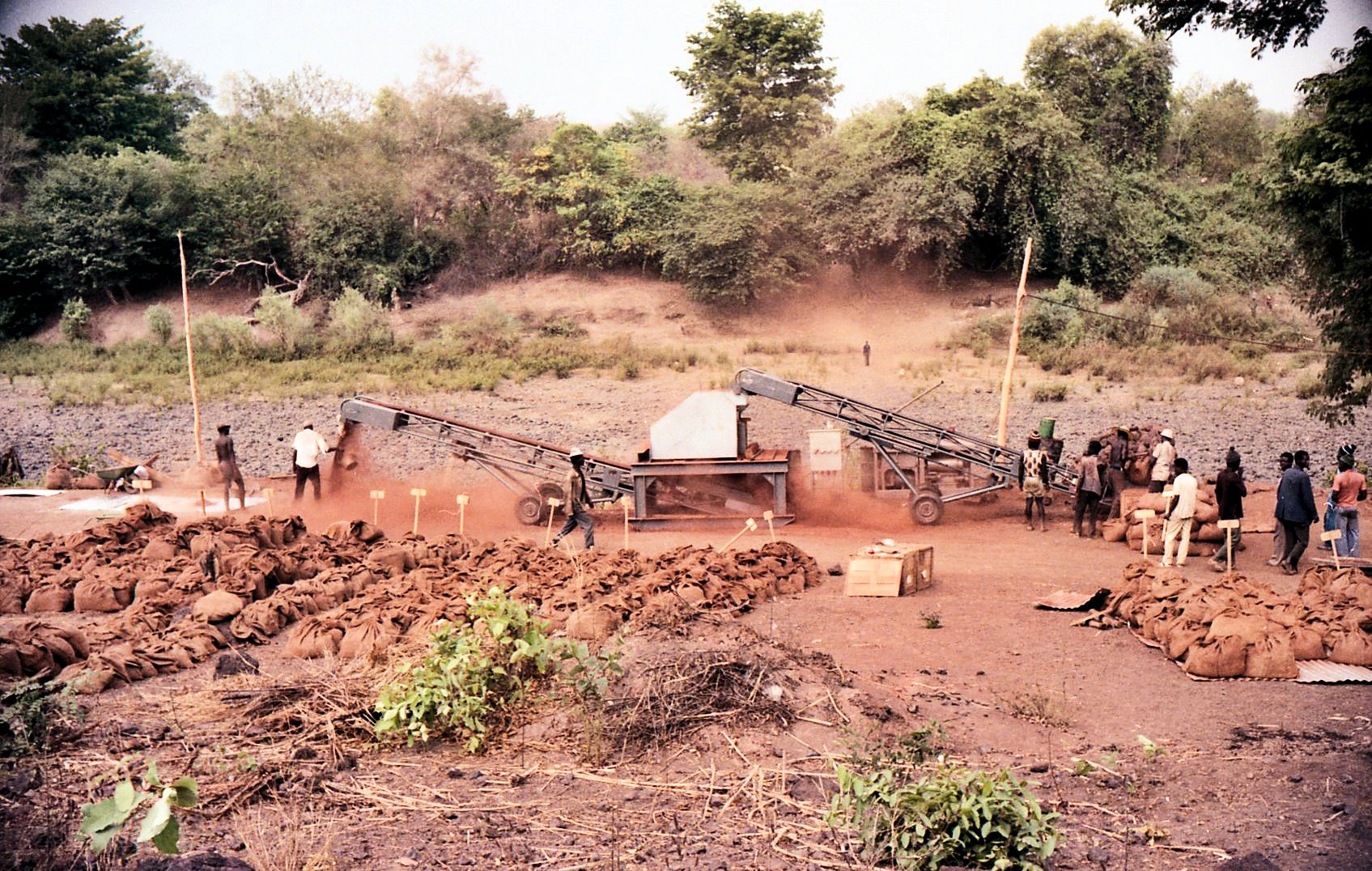
Großproben-Bearbeitung Falémé

Die Untersuchungen wurden in fünf Trockenzeiten zwischen 1975 und 1980 abgewickelt. Geländearbeiten, wie geologische und geophysikalische Untersuchungen, Bohrungen, Schürfschächte und Großprobenschächte sowie die Gesamtorganisation der Feldarbeiten wurden vom BRGM ausgeführt. Krupp hat bei der Erzprobenahme in Falémé mitgewirkt und die labor-, halbtechnischen und großtechnischen Aufbereitungs-, Pelletier und metallurgischen Versuche, unter Einschaltung der Studiengesellschaft für Eisenerzaufbereitung (SGA), bearbeitet.
In der Phase IA wurde eine generelle Prospektion zur Auswahl der zu explorierenden Erzvorkommen durchgeführt. Untersucht wurden Kouroudiako, Karakaene, Safa/Kabelea, Farangalia, Goto, Koudekourou, Kouroukobi, Khosse und Guebouria. In der Phase IB wurden die Aktivitäten auf die Vorkommen Safa, Kouroukobi, Farangalia und Goto konzentriert. Für Farangalia und Goto ergaben sich je etwa 135 Mio. t wahrscheinliche und mögliche primäre Magnetiterzvorräte mit durchschnittlich etwa 45 % Fe, die sich in Aufbereitungsversuchen mittels Schwachfeldmagnetscheidung auf über 68 % Fe anreichern ließen. Auch oxidische Reicherzvorkommen in Koudekourou und Kouroudiako wurden in dieser Phase bestätigt, fielen jedoch nach der ersten Schätzung mit 56 bzw. 26 Mio. t. weniger ins Gewicht als die Primärerze. Die primären Magnetitvorkommen in Farangalia und Goto wurden in der Phase IIA exploriert. Es konnten in beiden Vorkommen je etwa 110 Mio. t verwertbare Magnetiterze mit Fe-Gehalten von 42 bis 48 % nachgewiesen werden, wobei sich in zahlreichen Aufbereitungsversuchen, darunter auch 2 Pilotversuchen, die Möglichkeit der Anreicherung der Erze auf qualitätsmäßig hochwertige Pelletfeed-Konzentrate mit über 67 % Fe bestätigte. Ebenfalls in der Phase IIA wurden oberflächennahe Oxiderze mit 52 bis 53 % Fe in Koudekourou und Kouroudiako aus 41 Schürfschächten gewonnen. Mittels Läuterung ließ sich eine Anreicherung auf 56 bis 60 % Fe, bei gravimetrischer Aufbereitung auf etwa 63 % Fe erreichen.
Die Phase IIB erbrachte durch weitere Kernbohrungen in Farangalia den sicheren Nachweis von 114 Mio. t und in Goto von 144 Mio. t verwertbarer primärer Magnetiterze mit 42 bis 45 % Fe. Bei einem Mengenausbringen von 52 % bzw. 58 % mit bzw. ohne nachgeschalteter Flotation konnten einwandfreie Pellets aus den Konzentraten gebrannt werden.
In der Phase IIB in Koudekourou niedergebrachte Vollbohrungen führten zum Nachweis von zur Teufe hin anstehenden reicheren Oxiderzen mit bis über 64 % Fe. Die Gesamtvorräte erhöhten sich auf 130 Mio. t mit durchschnittlich etwa 59 % Fe. Zahlreiche Proben aus Schürfschächten wurden in Pilotversuchen mittels Setzmaschine und Humphrey-Spiralen auf über 63 % angereichert. Zusätzliche Vollbohrungen in Koudekourou, Kouroudiako und Karakaene führten in der Phase IIC zur Feststellung weiterer Reserven und zur Bestätigung der obengenannten Roherzqualitäten. Die Erzvorräte erhöhten sich auf 226 Mio. t in Koudekourou und 73 Mio. t in Karakaene. In Kouroudiako wurden die Erzvorräte auf 48 Mio. t geschätzt. Aus zwei etwa 50 m tiefen Schächten in Koudekourou wurden 6 Großproben entnommen. Großtechnische Läuterversuche erbrachten für die reichen Oxiderze bei einem Mengenausbringen von 82 bis 85 % Stückerze und Sinterfeed mit über 63 % Fe.
Die Exploration wurde mit der Phase IID abgeschlossen. Die bisher ermittelten bzw. geschätzten Oxiderzvorräte konnten durch abschließende Bohrarbeiten als sichere Vorräte quantifiziert werden. Aus einem etwa 50 m tiefen Schacht in Kouroudiako wurden 2 Großproben gezogen, die – wiederum mit einem Gesamtmengenausbringen von etwa 83 % – Stückerz mit über 64 % und Sinterfeed mit über 62 % Fe erbrachten.

## Produkte
Aus den primären Magnetiterzen von Farangalia und Goto können sowohl saure und basische Hochofenpellets als auch Direktreduktionspellets von hoher Qualität erzeugt werden. Aus den Oxiderzen von Koudekourou, Kouroudiako und Karakaene lassen sich Erze für den direkten Hochofeneinsatz und für die Sinterung gewinnen.
|                                                     | Stückerz       | Sintererz      |
| --------------------------------------------------- | -------------- | -------------- |
| Körnung (mm)                                        | 30/25 - 10/6,3 | 10/6,3 - 0,03  |
| mit                                                 | max.5 % Über-  | max.5 % Über-, |
| mit                                                 | 5 % Unterkorn  | 10 % Unterkorn |
| Chemische Analyse (%) Fe                            | 64             | 62–63          |
| FeO                                                 | 1–2            | 1–1,5          |
| Si02                                                | 2,5–3,5        | 3,5–5          |
| Al203                                               | 1,5–2          | 2,5–3,5        |
| CaO                                                 | 0,03           | 0,08           |
| MgO                                                 | 0,03           | 0,05           |
| P                                                   | 0,03           | 0,03           |
| S                                                   | 0,04           | 0,04           |
| Na20                                                | <0,01          | 0,01           |
| Physikalische Eigenschaften (ISO-Trommelfestigkeit) |                |                |
| >6,3 mm (Gew.-%)                                    | 80–84          | 71–73          |
| <0,5 mm (Gew.-%)                                    | 10–12          | 5,5–6,0        |

Auf der Basis der in getrennten Lagerstätten nachgewiesenen unterschiedlichen Erztypen, d. h. der Oxiderze in Koudekourou, Kouroudiako und Karakaene und der magnetitischen Primärerze in Farangalia und Goto, können alternative und verschieden kombinierte Projekte entworfen werden. Wesentlich ist als Grundtonnage für die Auslastung von Bahn und Hafen eine jährliche Produktionsmenge von 12 Mio.t.